# Anthony Soter Fernandez
Anthony Soter Fernandez (ur. 22 kwietnia 1932 w Sungai Patani, zm. 28 października 2020 w Kuala Lumpur) – malezyjski duchowny katolicki, arcybiskup Kuala Lumpur w latach 1983–2003, kardynał.

## Życiorys
Święcenia kapłańskie otrzymał 10 grudnia 1966.
29 września 1977 papież Paweł VI mianował go biskupem diecezji Penang. Sakry udzielił mu 17 lutego 1978 arcybiskup Singapuru – Gregory Yong Sooi Ngean.
2 lipca 1983 papież Jan Paweł II mianował go arcybiskupem metropolitą Kuala Lumpur. 24 maja 2003 złożył rezygnację z kierowania diecezją.
9 października 2016 ogłoszono jego nominację kardynalską. Kreowany kardynałem prezbiterem Sant’Alberto Magno 19 listopada 2016.